# Alburgh Village
Alburgh Village ist ein Village in der Town Alburgh im Grand Isle County des Bundesstaates Vermont in den Vereinigten Staaten mit 571 Einwohnern (laut Volkszählung des Jahres 2020). Das Village Alburgh liegt im Nordwesten der Town Alburgh, die als Halbinsel in den Lake Champlain ragt. Im Norden grenzt das Gebiet der Town an Kanada.

## Geschichte

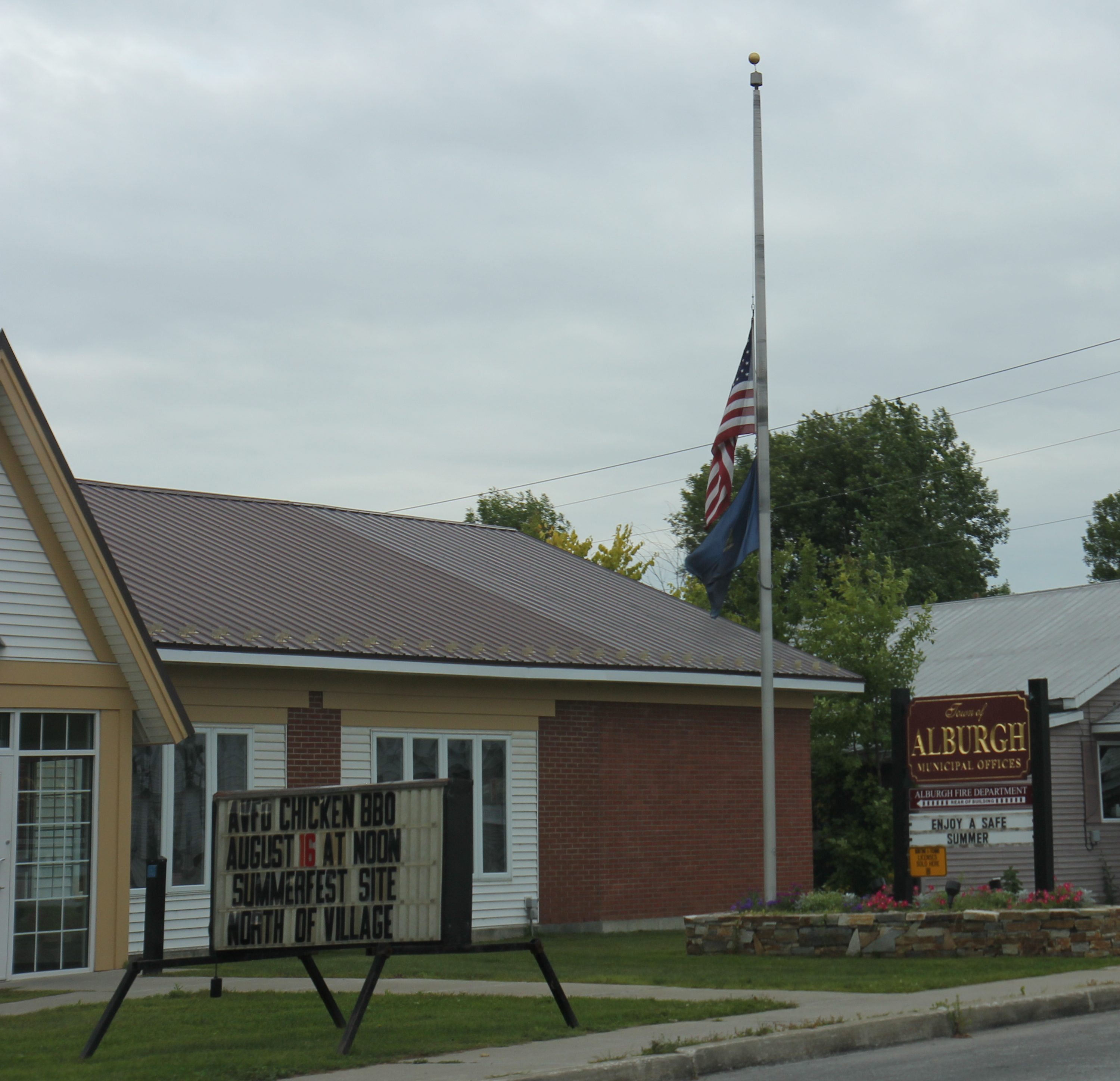
Die Village Offices von Alburgh

Das Village Alburgh ist die einzige Siedlung in der Town Alburgh. Es wurde 1917 mit eigenständigen Rechten versehen. Im Village befinden sich alle Einrichtungen von Town und Village. Ins National Register of Historic Places wurde 1999 die Rutland Railroad Pumping Station und 2014 die U.S. Inspection Station-Alburg Springs, Vermont aufgenommen. Die Schreibweise von Town und Village wurde 2006 von Alburg ins historische Alburgh zurückgeändert, zuvor war sie 1891 von Alburgh in Alburg geändert worden. Auf dem Schild des Post Offices findet sich noch die Schreibweise Alburg.

### Einwohnerentwicklung
| Jahr      | 1900 | 1910 | 1920 | 1930 | 1940 | 1950 | 1960 | 1970 | 1980 | 1990 |
| --------- | ---- | ---- | ---- | ---- | ---- | ---- | ---- | ---- | ---- | ---- |
| Einwohner |      |      | 364  | 633  | 638  | 563  | 426  | 520  | 496  | 436  |
| Jahr      | 2000 | 2010 | 2020 | 2030 | 2040 | 2050 | 2060 | 2070 | 2080 | 2090 |
| Einwohner | 488  | 497  | 571  |      |      |      |      |      |      |      |

Volkszählungsergebnisse Alburgh Village, Vermont